# Guidobaldo Ier de Montefeltro
Guidobaldo de Montefeltro, né le 17 janvier 1472 à Gubbio et mort le 11 avril 1508 à Fossombrone, est le fils de Frédéric III de Montefeltro et de Battista Sforza. Condottiere, il fut comte de Montefeltro et le troisième duc d'Urbino.

## Biographie
| - Portrait par Piero della Francesca |

À la mort de son père en septembre 1482, il devient duc d’Urbino à l'âge de dix ans et dans des conditions politiques difficiles. Son éducation est confiée aux humanistes Ludovic Odasio et Ottaviano Ubaldini, son tuteur pendant sa minorité. Le 1er mai 1483, il reçoit le titre de capitaine des armées de la Ligue contre le roi de Naples et le duc de Milan. Bien que ses vues sur le château de Petraja divergent de celles du pape, lors de la conjuration des Barons, il se range du côté de l'Église contre le royaume de Naples.
Après la mort de sa première femme, il se lie avec la famille Gonzague en épousant, en 1489, Élisabeth Gonzague (1471-1526), alors âgée de dix-huit ans, fille de Frédéric Ier, marquis de Mantoue, et de Marguerite de Bavière. Ils n'eurent pas d'enfants ensemble. La cour d'Urbino connait alors quelques années d'éclat.
Il se met à la solde d’Alexandre VI durant la campagne d'Italie de Charles VIII de France et la chute du royaume de Naples (21 février 1495). En mars suivant, il s’oppose à ce même roi de France en guerre contre la république de Venise. Il acquiert la réputation d'un valeureux général et est appelé à la rescousse par les Florentins lors de leur guerre contre Pise, mais il se trouve en butte au génie stratégique de Malvezzi.
en 1496, il est nommé capitaine général de l'Église et non gonfalonier comme on l'a parfois écrit[réf. nécessaire].
Lors de la bataille de Vallerano il est fait prisonnier par Battista Tosi, qui combattait pour les Orsini. 
Quand le duc de Valentinois se lance dans l’invasion de la Romagne où il veut se tailler une principauté, Imola et Faenza tombent l’une après l’autre. Guidobaldo abandonne le duché en toute hâte pour sauver sa tête en 1502, se réfugiant d’abord à Ravenne, puis à Mantoue. Il rentre à Urbino après la mort en 1503 du pape Alexandre VI, père de César Borgia qui perd ainsi peu à peu son influence et ses conquêtes. En ayant appelé au pape Jules II, il est à nouveau investi de la totalité de ses fiefs.
Il est, comme son père, reçu « chevalier » de l’ordre de la Jarretière en 1506 et, comme lui, monte un cabinet de curiosités (le « studiolo de Gubbio ») d'une grande richesse. 
À seulement trente-six ans, il succombe à la pellagre dont il avait longtemps souffert et meurt en avril 1508. Ses cendres sont transportées à Urbino et enterrées au monastère San Bernardino, à côté de celles de Frédéric III. Le duché d’Urbino revient à sa sœur Jeanne (Giovanna) et à son fils François Marie qu’il avait adopté et désigné comme successeur, et passe ainsi dans la famille Della Rovere, celle des papes Jules II et Sixte IV.

## Le Courtisan
Comme son père, Guidobaldo attire artistes et savants à sa cour. Cette ambiance cultivée est décrite par Baldassare Castiglione dans son célèbre livre Le Courtisan (Il Corteggiano), dans lequel il brosse le portrait du courtisan, homme du monde savant et courtois. Castiglione l'écrit quelques années après son séjour à Urbino, d'où il conserve la nostalgie des échanges avec le poète Pietro Bembo ou le jeune Raphäel, fils du peintre de cour Giovanni Santi, autour du couple ducal, et de la figure brillante d'Élisabeth Gonzague. Les premiers tableaux de Raphäel datent de cette époque comme les portraits d'Élisabeth Gonzague et de Pietro Bembo.